# Robin Bell
Robin Bell (Città del Capo, 16 novembre 1977) è un canoista australiano, specializzato nella prova del C1 slalom.
Ha vinto la medaglia di bronzo ai Giochi olimpici di Pechino del 2008 nella Canoa/kayak categoria Slalom C1.

## Palmarès
- Olimpiadi

Pechino 2008: bronzo nello slalom C1.
- Mondiali di slalom

1999 - La Seu d'Urgell: argento nel C-1.
2005 - Penrith: oro nel C-1.
2007 - Foz do Iguaçu: bronzo nel C-1.